# Katerine Duska
Katerine Duska (født 6. november 1989) er en græsk-canadisk sanger og sangskriver. Hun vil repræsentere Grækenland i Eurovision Song Contest 2019 med sangen "Better Love", som blev udgivet den 6. marts 2019.